# Шелфорд, Виктор Эрнест
Шелфорд Виктор Эрнест (англ. Shelford Victor Ernest; 22 сентября 1877, Шеманг, Нью-Йорк — 27 декабря 1968) — американский зоолог, специалист в области экологии, главным образом водных организмов. Занимался эколого-физиологической биогеографией животных. Ввел в биогеографию ландшафтно-биономическую трактовку понятия «биом», обозначающего природную зону со специфическими растительным и животным населением. Помимо гидробиологических исследований, изучал взаимодействие организмов в наземных сообществах, влияние климата на сообщества, сукцессии. Занимался классификацией смешанных сообществ. Первый описал природу Северной Америки с экологической точки зрения.

## Биография
- В 1904—1914 годах работал в Чикагском университете.
- С 1914 года — в Иллинойсском университете (в 1927—1946 годах профессор зоологии).
- В 1915 году основал Экологическое общество Америки, а в 1916 году стал его первым президентом.

## Труды
Основные труды по биоценологии, теории и терминологии экологии, методике полевого и лабораторного исследования. 
- Shelford V.E. Physiological animal geography // J. Morphol. 1911a. Vol. 22, N 3. P. 551—618.
- Shelford V.E. Ecological succession. I. Stream fishes and the method of physiographic analysis // Biol. Bull. 1911b. Vol. 21, N 1. P. 9-35.
- Shelford V.E. Animal communities in temperate America, as illustrated in the Chicago Region; a study in animal ecology // Bull. Geogr. Soc. Chicago. 1913. N 5. 362 p. [2nd ed.: 1937.- 368 p.]
- Shelford V.E. Basic principles on the classification of communities and habitats and the use of terms // Ecology. 1932. Vol. 13. P. 105—120.
- Shelford V.E. The ecology of North America. — Urbana : Univ. Illinois Press, 1963. — xxii, 610 p. [2nd ed.: 1974]